# 아니타 로버츠
아니타 로버츠(Anita Roberts)는 미국의 생물학자, 생화학자이다. TGF-β에 대한 선구자적인 연구로 유명하다.

## 같이 보기
- TGF-β